# Cambridge (wieś w Vermont)
Cambridge – wieś (village) w Stanach Zjednoczonych, w stanie Vermont, w hrabstwie Lamoille, w gminie (town) Cambridge.